# 双节猎手猛水蚤
双节猎手猛水蚤（学名：Huntemannia biarticulatus）为短角猛水蚤科猎手猛水蚤属的动物，是中国的特有物种。分布于福建等地，多栖息于近海区的淡水中。